# Стоцький Степан Іванович
Степан Іванович Стоцький (псевдо: «Данило», «Мрія», «Ромко», «Шум»; 1926, с.Немилів, нині Шептицький район, Львівська область — пом. 6.07.1952, с.Тадані, нині Львівський район, Львівська область) — український військовик, лицар Бронзового хреста бойової заслуги УПА.

## Життєпис
Народився у сім’ї селян. Освіта – 4 класи народної школи. Член Юнацтва ОУН із 1943 р. В лавах збройного підпілля ОУН з літа 1944 р. Закінчив підстаршинську школу УПА «Лісові чорти» (1944). У 1946 р. через хворобу переведений з відділу УПА у теренову сітку. Після одужання діяв у складі місцевого СКВ (1946-1947), а відтак звеневим організаційної сітки ОУН (1947-1949). У 1949 р. переведений на терени Новомилятинщини, де діяв у складі місцевого районного проводу ОУН, а згодом очолив Новомилятинський районний провід ОУН (?-07.1952). 1.07.1952 р. важко поранений облавниками у с. Велике Колодно Кам’янко-Бузького р-ну, відступив до лісі, де 6.07.1952 р. помер від ран. Похований в лісі біля с. Тадані Кам’янко-Бузького р-ную Старший вістун (?), булавний (31.08.1948) УПА; відзначений Бронзовим хрестом бойової заслуги УПА (30.11.1949) та Похвалою у Наказі ВШВО 2 «Буг» (31.08.1948).